# Piedmont (Califòrnia)
Piedmont és una ciutat dels Estats Units a l'estat de Califòrnia. Segons el cens del 2000 tenia 10.952 habitants.

## Demografia
Segons el cens del 2000, Piedmont tenia 10.952 habitants, 3.804 habitatges, i 3.104 famílies. La densitat de població era de 2.502,1 habitants/km².
Dels 3.804 habitatges en un 47,3% hi vivien nens de menys de 18 anys, en un 70,9% hi vivien parelles casades, en un 8,5% dones solteres, i en un 18,4% no eren unitats familiars. En el 14,5% dels habitatges hi vivien persones soles el 7,8% de les quals corresponia a persones de 65 anys o més que vivien soles. El nombre mitjà de persones vivint en cada habitatge era de 2,88 i el nombre mitjà de persones que vivien en cada família era de 3,18.
Per edats la població es repartia de la següent manera: un 30,3% tenia menys de 18 anys, un 3,8% entre 18 i 24, un 18,5% entre 25 i 44, un 34% de 45 a 60 i un 13,5% 65 anys o més.
L'edat mediana era de 44 anys. Per cada 100 dones de 18 o més anys hi havia 87,8 homes.
La renda mediana per habitatge era de 134.270 $ i la renda mediana per família de 149.857 $. Els homes tenien una renda mediana de 100.000 $ mentre que les dones 58.553 $. La renda per capita de la població era de 70.539 $. Cap de les famílies estaven per davall del llindar de pobresa.

## Poblacions properes
El següent diagrama mostra les poblacions més properes.